# Халафян, Акоп Альбертович
Акоп Альбертович Халафян (1953) — российский скульптор, мастер декоративной городской скульптуры. Член-корреспондент Российской академии художеств (2012).

## Биография
Родился в маленькой деревне Спитакского района Армении, куда отец с семьёй был направлен учительствовать. Когда Акопу было 7 лет, семья перебралась в Краснодар. С детства рисовал, посещал изостудию. Окончил факультет физики Кубанского государственного университета. С 1984 года работал в Художественном фонде Сочи. Закончил заочное отделение художественно-графического факультета Кубанского государственного университета.
Декоративные металлические скульптуры Акопа Халафяна установлены в Сочи, Липецке, Таганроге, Краснодаре, Новороссийске.
В 2012 году Акоп Халафян стал членом-корреспондентом Российской академии художеств.
Живёт и работает в Сочи.

## Известные работы
- «Бременские музыканты». Сочи.
- «Дружба не ржавеет» (Авт. название — «Грустный клоун»). Таганрог.[5]
- «Квартет». Сочи.
- «Конь в пальто». Сочи.[6]
- «Собака, осёл, кот и человек с гитарой». Липецк.[7]
- «Собачки». Липецк.[7]
- «Удав с обезьянкой и попугаем». Липецк.[7]
- «Два страуса». Липецк.[8]
- «Дворничиха Петровна». Липецк.[8]
- «За ваше здоровье!». Армавир.